# Juan Nicolás Álvarez Borcosqui
Juan Nicolás Álvarez Borcosqui (La Serena, Chile, 17 de abril de 1810 - El Callao, Perú, 24 de mayo de 1853), político y periodista chileno.

## Biografía
Hijo de Luis Álvarez y María de los Dolores Borcosqui.

## Carrera
Abogado de profesión, se opuso al régimen portalino, por lo que padeció persecución política. En 1834 fundó El Diablo Político, periódico del cual fue redactor junto a connotados liberales como José Victorino Lastarria. Fue condenado a una década de cárcel o exilio, por violar la ley de imprenta. Ante tales hechos, y debido a su popularidad, el gobierno de Manuel Bulnes tuvo que aplicar el estado de sitio de Santiago para evitar disturbios populares. Más tarde se instaló en su ciudad natal y accedió al parlamento, como diputado suplente por el departamento de Elqui, cargo que asumió plenamente desde 1847 hasta 1849. Durante la revolución de 1851 fue auditor de guerra de los revolucionarios y al producirse la derrota en el Combate de Petorca, el 14 de octubre de 1851 y luego del Sitio de La Serena, se vio obligado a huir y radicarse en Lima (Perú).